# 诺瓦克·托米奇
诺瓦克·托米奇（羅馬化：Novak Tomić，1936年1月7日—2003年7月23日），塞尔维亚男子足球运动员，场上位置是后卫。他曾代表南斯拉夫国家队参加1958年国际足联世界杯，结果队伍止步八强赛。